# Kārlis Čukste
Kārlis Čukste (* 17. Juni 1997 in Riga) ist ein lettischer Eishockeyspieler, der seit 2023 beim Brynäs IF aus der HockeyAllsvenskan unter Vertrag steht.

## Karriere
Kārlis Čukste begann seine Karriere in seiner Heimatstadt Riga, wo er für verschiedene Vereine spielte und 2013 lettischer U18-Meister wurde. Die Spielzeit 2005/06 verbrachte er bei der zweiten Mannschaft des HK ZSKA Moskau in der drittklassigen Perwaja Liga. Beim NHL Entry Draft 2015 wurde der Verteidiger von den San Jose Sharks aus der National Hockey League in der fünften Runde an 130. Position und beim CHL Import Draft desselben Jahres in der zweiten Runde als insgesamt 82. Spieler von den Huskies de Rouyn-Noranda ausgewählt. Er wechselte anschließend nach Nordamerika, spielte dort aber bei den Chicago Steel aus der United States Hockey League. 2016 nahm er ein Studium an der Quinnipiac University auf und spielte vier Jahre für deren Hochschulmannschaft, die Quinnipiac Bobcats, in der ECAC Hockey.
2020 wurde Čukste von seinem Draftteam San Jose Sharks für dessen Farmteams, die San Jose Barracuda, die in der American Hockey League (AHL) spielten, und Orlando Solar Bears (aus der ECHL) verpflichtet. Aufgrund des verspäteten Saisonbeginns in der AHL und ECHL (in Folge der COVID-19-Pandemie) wurde er zunächst an den HK Mogo aus der lettischen Liga ausgeliehen. 2021 wechselte er fest in die Heimat und spielte für Dinamo Riga in der Kontinentalen Hockey-Liga. Als sich der lettische Klub nach dem russischen Überfall auf die Ukraine aus der KHL zurückzog, beendete Čukste die Saison bei den Pelicans in der finnischen Liiga. Anschließend wechselte er zum HC Oceláři Třinec, mit dem er 2023 tschechischer Meister wurde. Trotz dieses Erfolges verließ er die Tschechen und ging zum zweitklassigen schwedischen Brynäs IF, mit dem er 2024 als Meister der HockeyAllsvenskan in die Svenska Hockeyligan aufstieg.

### International
Im Juniorenbereich spielte Čukste für Lettland zunächst bei den U18-Weltmeisterschaften 2014 in der Division I und 2015 in der Top-Division. Mit der U20-Nationalmannschaft bestritt er 2015 und 2016, als er zum besten Verteidiger gewählt wurde, die Turniere in der Division I und trat 2017 in der Top-Division an.
Bei der Weltmeisterschaft 2022 in Finnland gab Čukste sein Turnier-Debüt im lettischen Nationalteam. Auch 2023, als mit dem Gewinn der Bronzemedaille der größte Erfolg der lettischen Eishockey-Geschichte gefeiert wurde, und 2024 gehörte er zum lettischen Kader. Zudem vertrat er seine Farben bei der Qualifikation für die Olympischen Winterspiele in Peking 2022.

## Erfolge und Auszeichnungen
- 2013 Lettischer U18-Meister mit dem SK Riga
- 2023 Tschechischer Meister mit dem HC Oceláři Třinec
- 2024 Meister der HockeyAllsvenskan und Aufstieg in die Svenska Hockeyligan

### International
- 2014 Aufstieg in die Top-Division bei der U18-Weltmeisterschaft der Division I, Gruppe A
- 2016 Aufstieg in die Top-Division bei der U20-Weltmeisterschaft der Division I, Gruppe A
- 2016 Bester Verteidiger bei der U20-Weltmeisterschaft der Division I, Gruppe A
- 2023 Bronzemedaille bei der Weltmeisterschaft